# Helen Schifano
Helen Schifano (Newark (Nueva Jersey), Estados Unidos, 13 de abril de 1922-9 de noviembre de 2007) fue una gimnasta artística estadounidense, medallista de bronce olímpica en 1948 en el concurso por equipos.

## Carrera deportiva
En las Olimpiadas de Londres 1948 gana el bronce en el concurso por equipos, quedando las estadounidenses situadas en el podio tras las checoslovacas y húngaras, y siendo sus compañeras de equipo: Marian Barone, Consetta Lenz, Dorothy Dalton, Meta Elste, Ladislava Bakanic, Clara Schroth y Anita Simonis.